# Sarcocornia fruticosa
Espèce
Synonymes
- Arthrocnemum fruticosum (L.) Moq.[1] [2]
- Salicornia corticosa (Meyen) Walp.[1]
- Salicornia europaea var. fruticosa L.[1]
- Salicornia europaea var. fruticosa[2]
- Salicornia fruticosa (L.) L.[1] [2]
- Salicornia fruticosa Arthrocnemum fruticosum (L.) Moq., 1840 (préféré par NCBI)[3]
- Salicornia gaudichaudiana Moq.[1]
- Salicornia herbacea var. fruticosa L.[1]
- Salicornia peruviana Kunth[1]
- Sarcocornia fruticosa[3]
- Suaeda corticosa Meyen[1]

Sarcocornia fruticosa est une espèce de plantes halophiles appartenant à la famille des Chénopodiacées, selon la classification classique, ou des Amaranthacées, selon la classification phylogénétique.

## Liste des variétés
Selon NCBI (9 janvier 2020) :
- Salicornia fruticosa var. deflexa Rouy

## Description
La floraison a lieu d'août à octobre.